# Prvenstvo Jugoslavije u hazeni za žene
Prvenstvo Jugoslavije u hazeni za žene održavalo između dvaju svjetskih ratova. S vremenom se prestao igrati, jer se raširio rukomet. Razlikovati ga od slične igre velikog rukometa.
Prvenstvo se nije održavalo redovito.

## Popis prvaka i doprvaka
| godina | prvakinje                   | doprvakinje |
| ------ | --------------------------- | ----------- |
| 1925.  | BSK Beograd                 |             |
| 1926.  |                             |             |
| 1927.  | HŠK Concordia Zagreb        |             |
| 1928.  | I SSK Maribor               |             |
| 1929.  |                             |             |
| 1930.  |                             |             |
| 1931.  | HŠK Concordia Zagreb        |             |
| 1932.  | HŠK Concordia Zagreb        |             |
| 1933.  | HŠK Concordia Zagreb        |             |
| 1934.  | HŠK Concordia Zagreb        |             |
| 1935.  | SK Viktorija Slavonski Brod |             |
| 1936.  |                             |             |
| 1937.  | HŠK Concordia Zagreb        |             |
| 1938.  | HAŠK Zagreb                 |             |
| 1939.  |                             |             |
| 1940.  |                             |             |
| 1941.  |                             |             |

## Povenice
- Prvenstvo Jugoslavije u rukometu za žene
- Prvenstvo Jugoslavije u velikom rukometu za žene